# Qin Jiwei
Qin Jiwei (en chino tradicional, 秦基偉; en chino simplificado, 秦基伟; pinyin, Qín Jīwěi; Hong'an, 16 de noviembre de 1914 – Pekín, 2 de noviembre de 1997) fue un general de la República Popular China, ministro de Defensa Nacional y miembro del Buró Político del Comité Central del Partido Comunista de China (politburó).

## Biografía

### Infancia y guerra civil china
Qin Jiwei nació en el seno de una familia de campesinos muy pobres en el condado de Huang'an (actualmente Hong'an), en la provincia china de Hubei, en noviembre de 1914.
Qin se unió a una banda de guerrilleros de Hebei después de la fallida sublevación militar conocida como: «Levantamiento de la Cosecha de Otoño» y pasó sus primeros años en el ejército bajo el liderazgo de los generales comunistas Xu Haidong y Xu Xiangqian, y junto a los futuros generales Chen Zaidao y Xu Shiyou. Después de una serie de reveses, la unidad en la que servía fue renombrada como 31.ª División del 11.º Cuerpo Rojo.
El Cuarto Ejército del Frente participó en la Larga Marcha como una unidad separada de la fuerza principal que se encontraba bajo el mando de Zhou Enlai y Mao Zedong. Al final de la Gran Marcha, la Columna Derecha de Xu Xiangqian (a la que se encontraban asignados Qin, Chen Xilian y Li Xiannian) fue destrozada por la caballería musulmana en una batalla que podría haber resultado diferente si Mao Zedong no hubiera abandonado al comandante del Cuarto Ejército del Frente, Zhang Guotao. Una historia cuenta que Qin y el futuro secretario general Hu Yaobang fueron capturados en la batalla y mantenidos prisioneros durante aproximadamente un año antes de encontrar una oportunidad de escapar.
En 1939, Qin se desempeñaba como comandante del 1.er subdistrito militar de la región militar de Jinjiyu y, al final de la guerra chino-japonesa, jefe del Estado Mayor del distrito militar de Taihang. Sus unidades se organizaron en la 9.ª Columna en 1947, y luego se combinaron con la 4.ª Columna de Chen Gongbo en el 4.º Ejército del 2.º Ejército de Campaña (二野), el líder de este ejército es Deng Xiaoping. En 1949, Qin pasó a comandar el 15.º Cuerpo del 4.º Ejército.
Qin Jiwei ganó fama durante la Guerra de Corea al comandar el 15.º Cuerpo en la Batalla de Triangle Hill, uno de los enfrentamientos decisivos de la guerra.

### Asignaciones domésticas
En la reorganización de 1954 que organizó la administración militar del país en trece regiones militares, Xie Fuzhi recibió el mando de la Región Militar de Kunming y Qin fue nombrado subcomandante. Se le concedió el rango de teniente general en 1955 y, finalmente, se convirtió en miembro del Consejo de Defensa Nacional (1965-75) y comandante de la Región Militar de Kunming (1960-67) y la Región Militar de Sichuan (1973-76).
En 1975, fue nombrado comisario político de la Región Militar de Beijing y en 1980-87 fue su comandante. Fue en este cargo que comandó el desfile militar de campaña de septiembre de 1981 en la provincia de Hebei y el desfile del Día Nacional de 1984 que conmemora el 35.º aniversario de la fundación de la República Popular China. En este último puesto, reemplazó a dos miembros de la llamada «Pequeña Banda de los Cuatro», el comandante Chen Xilian y el comisario político Ji Dengkui. 
fue miembro de los Comités Centrales 10, 11, 12 y 13. En 1977, fue nombrado miembro del Comité de Asuntos Militares del partido y, una década más tarde, uno de los dos únicos oficiales militares nombrados para el Buró Político del Comité Central del Partido Comunista de China (el otro era Yang Shangkun). En septiembre de 1988, fue ascendido a general de pleno derecho y ministro de Defensa Nacional, puesto que ocupó hasta 1990.

### Protestas de la Plaza de Tiananmén
En mayo de 1989, se mostraba reacio a usar la fuerza contra los manifestantes en la Plaza de Tiananmen en Pekín. El 17 de mayo de 1989, como ministro de Defensa y miembro del politburó, asistió a una reunión en la casa del líder supremo Deng Xiaoping y se le ordenó imponer la ley marcial a los manifestantes en la plaza de Tiananmén. Qin se negó a hacerlo de inmediato, citando la necesidad de recibir la aprobación del partido. Deng era el presidente de la Comisión Militar Central del partido, pero Zhao Ziyang, como secretario general del Comité Central del Partido Comunista de China, era nominalmente el jefe del partido. Después de la reunión, Qin llamó a la oficina de Zhao, esperando que este cancelara la orden de imponer la ley marcial. Esperó cuatro horas hasta la madrugada del 18 de mayo para recibir la respuesta de Zhao, pero esta nunca llegó.
Posteriormente, Qin apoyó públicamente la represión militar, pero fue despojado del puesto de ministro de Defensa al año siguiente. En el momento de su muerte en febrero de 1997, su único cargo oficial era el de vicepresidente del Asamblea Popular Nacional.